# Ах-Восаль-Чан-К'ініч
Ах-Восаль-Чан-К'ініч або Ах-Нумсаах-Чан-К'ініч (бл. 534 — бл. 615) — ахав Саальського царства з 546 до 615 року.

## Життєпис
Походив з 1-ї династія Наранхо. Син представника правлячої династії Пік-Чан-Ака, який не правив, але напевне був намісником якоїсб області (його емблемний ієрогліф не виявлено). Народився близько 534 року. Про молоді роки немає відомостей.
У 656 році стає ахавом. Церемонія інтронізації відбулася в день 9.5.12.0.4, 6 К'ан 2 Сіп (7 травня 546 року). Із самого початку визнав владу Туун-К'аб-Хіша, канульського ахава.
Протягом усього правління спрямовував свої війська у походах Кануля проти Мутульського царства. Водночас починається розбудова столиці, а при підтримці канульських військ забезпечується захист від ворожих сусідів. Все це сприяло зміцненню політично-соціального становища всередині Саальського царства. Ах-Восаль-Чан-К'ініч багато зробив щодо економічного піднесення своєї держави. При цьому встановлено династичний союз з царством зі столицею в горолище Хольмуль — видав доньку (ім'я ще не виявлено) за місцевого ахава Цахб-Чан-Йопаат-Махч’а.
З нагоди закінчення к'атуна 9.8.0.0.0 (24 серпня 593 року) встановив стелу 38. Найдовший напис Ах-Восаль-Чан-К'ініч було знайдено на вівтарі 1, маленькому овальному камені, який колись стояв в парі зі стелою 38.
У 615 році, з нагоди ювілею свого воцаріння, він встановив стелу 25. Це остання згадка про цього ахава, вважається що він помер невдовзі після цього. Втім встигши встановити стелу 47.